# Frau Luna
Frau Luna és una opereta burlesco-fantàstica del compositor Paul Lincke a partir d'un llibret de Heinrich Bolten-Baeckers, que es va estrenar el 2 de maig de 1899 a l'Apollo-Theater berlinès. Va ser constantment revisat i va obtenir música addicional en 1922 en la seva versió final. Les peces més famoses de l'opereta són la marxa Das macht die Berliner Luft, Luft, Luft, el duo Schenk mir doch ein kleines bißchen Liebe i l'aria Schlösser, die im Monde liegen.
Bolten-Baeckers ja havia lliurat a Lincke el llibret l'any 1897 anomenat Venus auf Erden, que gira entorn d'un tema similar. També el llavors jocs de moda „Mondrevuen“ sens dubte, un paper sota la influència de les novel·les de Jules Verne com De la Terre à la Lune (De la Terra a la Lluna, 1865) es va realitzar a gairebé totes les principals ciutats europees.